# Kabinett Rutte II

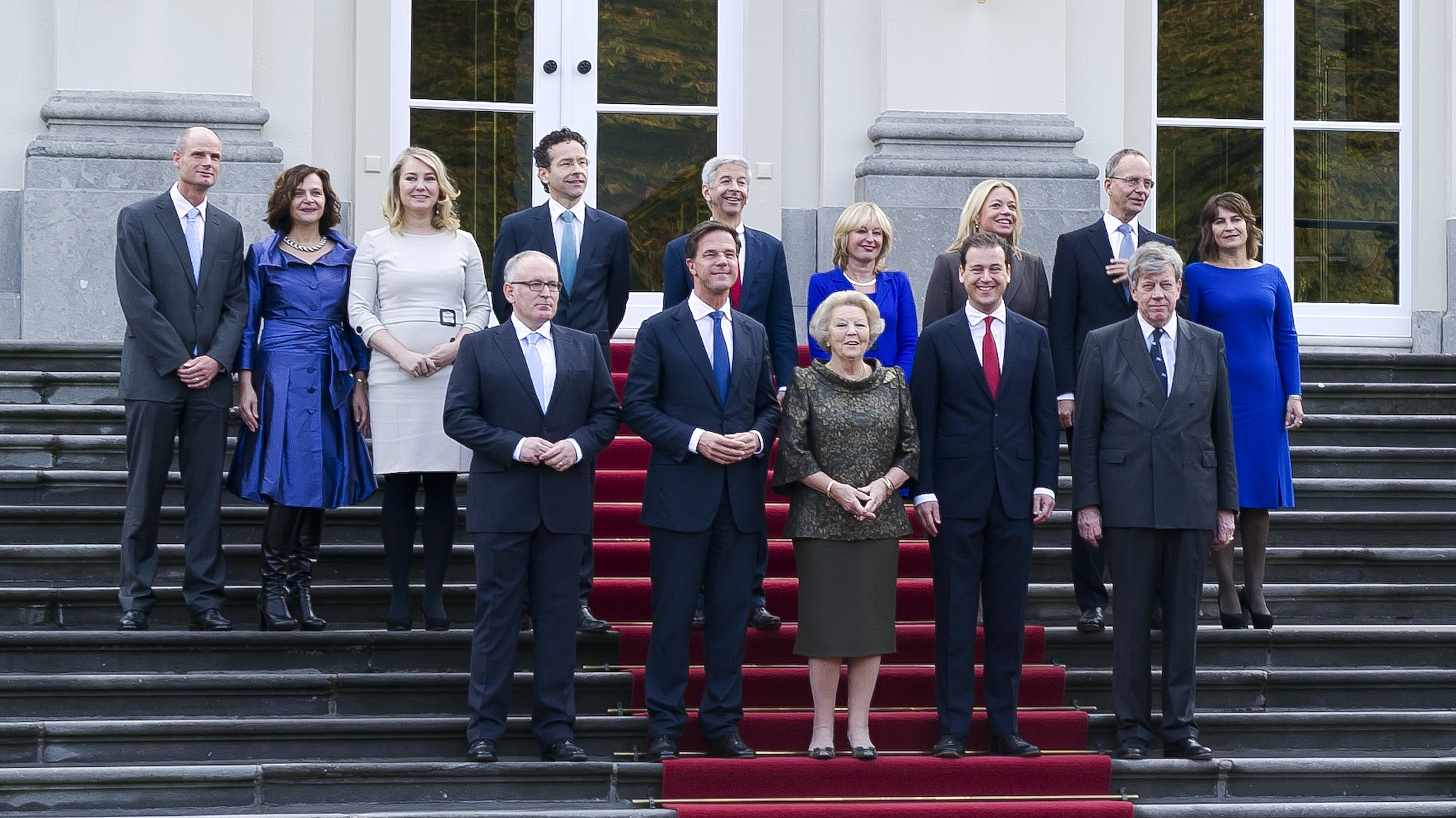
Gruppenfoto des Kabinetts vom 5. Dezember 2012

Das Kabinett Rutte II bildete vom 5. November 2012 bis zum 26. Oktober 2017 mit dem König die Regierung der Niederlande. Diese Große Koalition bestand aus der bürgerlich-liberalen VVD (Volkspartij voor Vrijheid en Democratie) und der sozialdemokratischen PvdA (Partij van de Arbeid).
Sie vereinbarte in ihrem Koalitionsvertrag, bis 2017 im Staatshaushalt rund 16 Milliarden Euro einzusparen.
Bei der vorgezogenen Parlamentswahl am 12. September 2012 wurden die Rechtsliberalen und die Sozialdemokraten die größten Parteien in der Zweiten Kammer. Am 29. Oktober legten die beiden Parteiführer Mark Rutte und Diederik Samsom die Koalitionsvereinbarung von VVD und PvdA vor. Das Motto des zweiten Kabinetts Rutte lautete „Brücken bauen“ (Bruggen slaan).
Am 5. November 2012 legten die neuen Minister der Regierung vor Königin Beatrix den Amtseid auf die niederländische Verfassung ab. 
Zum ersten Mal in der Geschichte der Niederlande war die Vereidigung im königlichen Palast Huis ten Bosch öffentlich und live in Fernsehen und Internet zu sehen.
Die Regierungsbildung dauerte insgesamt 54 Tage.

## Zusammensetzung
Das Kabinett bestand aus 13 Ministern und 7 Staatssekretären. Die VVD stellte 7 Minister, die PvdA 6. Die VVD stellte 3 Staatssekretäre, die PvdA 4.

### Minister
| Ressort                                                    | Minister | Minister | Partei | Bemerkungen |
| ---------------------------------------------------------- | -------- | --- | ------ | --- |
| Ministerpräsident, Minister für allgemeine Angelegenheiten |          | Mark Rutte | VVD    | |
| Minister für Soziales und Arbeit                           |          | Lodewijk Asscher | PvdA   | Stellvertretender Ministerpräsident |
| Minister für Inneres und Königreichsbeziehungen            |          | Ronald Plasterk | PvdA   | |
| Außenminister                                              |          | Frans Timmermans bis 17. Oktober 2014 Bert Koenders seit 17. Oktober 2014                                                                     | PvdA   | |
| Ministerin ohne Geschäftsbereich                           |          | Lilianne Ploumen | PvdA   | Außenhandel und Entwicklungszusammenarbeit |
| Minister der Verteidigung                                  |          | Jeanine Hennis-Plasschaert bis 3. Oktober 2017 Klaas Dijkhoff seit 4. Oktober 2017                                                            | VVD    | |
| Minister für Wirtschaft                                    |          | Henk Kamp | VVD    | |
| Minister der Finanzen                                      |          | Jeroen Dijsselbloem | PvdA   | |
| Ministerin für Infrastruktur und Umwelt                    |          | Melanie Schultz van Haegen | VVD    | |
| Ministerin für Bildung, Kultur und Wissenschaft            |          | Jet Bussemaker | PvdA   | |
| Minister für Sicherheit und Justiz                         |          | Ivo Opstelten bis 9. März 2015 Stef Blok kommissarisch Ard van der Steur von 19. März 2015 bis 26. Januar 2017 Stef Blok seit 27. Januar 2017 | VVD    | |
| Ministerin für Gesundheit, Gemeinwohl und Sport            |          | Edith Schippers | VVD    | |
| Minister ohne Geschäftsbereich                             |          | Stef Blok bis 27. Januar 2017 | VVD    | zuständig für Wohnen und öffentliche Verwaltung Seit 27. Januar 2017 nimmt der Minister für Inneres und Königreichsbeziehungen die Aufgaben wahr. |

### Staatssekretäre
| Ressort                                             | Staatssekretär | Staatssekretär | Partei | Bemerkungen |
| --------------------------------------------------- | -------------- | --- | ------ | --- |
| Staatssekretär für Wirtschaft                       |                | Co Verdaas bis 6. Dezember 2012 Sharon Dijksma von 17. Dezember 2012 bis 3. November 2015 Martijn van Dam von 3. November 2015 bis 31. August 2017 | PvdA   | In Kontakten mit dem Ausland: Minister für Landwirtschaft Seit 31. August 2017 nimmt der Minister die Aufgaben wahr. |
| Staatssekretär der Finanzen                         |                | Frans Weekers bis 30. Januar 2014 Eric Wiebes seit 4. Februar 2014                                                                                 | VVD    | |
| Staatssekretärin für Infrastruktur und Umwelt       |                | Wilma Mansveld bis 28. Oktober 2015 Sharon Dijksma seit 3. November 2015                                                                           | PvdA   | In Kontakten mit dem Ausland: Ministerin für Umwelt                                                                  |
| Staatssekretär für Bildung, Kultur und Wissenschaft |                | Sander Dekker | VVD    | |
| Staatssekretärin für Soziales und Arbeit            |                | Jetta Klijnsma | PvdA   | |
| Staatssekretär für Sicherheit und Justiz            |                | Fred Teeven bis 9. März 2015 Stef Blok kommissarisch Klaas Dijkhoff von 20. März 2015 bis 4. Oktober 2017                                          | VVD    | In Kontakten mit dem Ausland: Minister für Einwanderung Seit 4. Oktober 2017 nimmt der Minister die Aufgaben wahr.   |
| Staatssekretär für Gesundheit, Gemeinwohl und Sport |                | Martin van Rijn | PvdA   | |